# Havasi András
Havasi András (ukránul: Андрій Андрійович Гаваші (Андреас Андреасович Гаваші), Ándrij Ándrijovics Hávási (Ándreász Ándreászovics Hávási), oroszul: Андрей Андреевич Гаваши (Андреас Андреасович Гаваши), Ándrej Ándrejevics Gávási (Ándreász Ándreászovics Gávási), lengyelül: Andrij Hawaszi) (Ungvár, Ung vármegye, Magyarország, 1939. február 24. –) ukrán és szovjet labdarúgó kapus és csatár, később sportvezető. A szovjet másodosztályú labdarúgó-bajnokság 1. ukrán zónájának bronzérmese (1964), és ugyanabban a zónában a szovjet kupa döntőse (1961), elődöntőse (1963) és kétszeres negyeddöntőse (1957, 1964). 1959-ben a csapatával a tabella 7. helyén végzett az országos labdarúgó-bajnokság első osztályában. Ezenkívül ugyanabban az évben hatodik helyezést ért el ’’Az év labdarúgója Ukrajnában’’ kitüntető címért folyó versengésben és szerepelt a szovjet nemzeti válogatott «B» csapatában. ’’Az ukrán testnevelés és sport kiváló dolgozója’’ kitüntetés birtokosa. Oklevelet szerzett az Ungvári Állami Egyetem fizikai-matematikai karán.

## Pályafutása

### Játékosként
A pályafutását a helyi Szpartak ifjúsági csapatában kezdte. Az ungváriak vezetőedzője Mihalina Mihály azonban őt 1956-ban, alig 17 évesen meghívta Kárpátalja fő labdarúgó-együttesébe, amely akkoriban a szovjet bajnokság «B» osztályában szerepelt. Eleinte csak a tartalékosok kispadján nézhette végig a bajnoki meccseket, de egy év múlva a csapat az ő aktív szereplésével már negyeddöntőse volt a saját zónájában a szovjet kupában. A fiatal és tehetséges kapuvédőre rövidesen felfigyeltek a kijevi Dinamo edzői, s ily módon ő a másik két csapattársával - Turjancsikkal és Szabóval - együtt, 1959-ben átköltözhettek Ukrajna fővárosába. A fiatal kapus számára az első év a legsikeresebbnek bizonyult a kijeviek csapatában. Havasinak a szezon közben az alapkeretből, sérülés miatt kieső Oleh Makarov helyére kellett lépnie, és mivel magabiztos és határozott játékot tudott bemutatni, ezzel magára vonta a Szovjet labdarúgó-válogatott vezetőinek figyelmét. Így, rövidesen őt meghívták a nemzeti válogatott kibővített keretébe, amely akkortájt kezdte meg felkészülését az Európai Nemzetek Kupája selejtezőmérkőzéseire. András a válogatott többi játékosával együtt készült és részt vett felkészülési mérkőzéseken. (Így, többek között őt kijelölték az 1959. szeptember 6-án, a moszkvai Központi Lenin Stadionban a csehszlovák nemzeti válogatott ellen játszó Szovjet labdarúgó-válogatottba, amelyben tartalékkapus volt, pontosabban a világhírű Lev Jasin dublőre.) Az élet azonban úgy hozta, hogy végül neki nem kellett a pályára lépnie az ország első számú csapatában. Havasi a következő évben visszatért a szülővárosába. Habár kapuvédő volt, de a tehetségét az ungvári Szpartakban kibontakoztatta a támadósorban is. Sőt, az egyik szezonban gólkirálya is lett a csapatnak, amelyet 1961-ben átkereszteltek Verhovinára és amelyben az aktív labdarúgást befejezte.

### Sportvezetőként
Ezt követően őt megbízták a Perecsenyi Járási Állami Adminisztráció Ifjúsági és Sportosztályának a vezetésével. Mindazonáltal Havasi András pályafutásának talán a legsikeresebb időszaka volt, amikor 12 éven keresztül a Kárpátaljai Labdarúgó-szövetséget irányította (1995–2006), 10 évig volt az Ukrán labdarúgó-szövetség (ULSZ) megfigyelője az ország felső- és premierligás labdarúgó-mérkőzésein, valamint hatékonyan tevékenykedett az ULSZ Végrehajtó-bizottságában, amelyben a Régiós kapcsolatok albizottságának alelnökeként felügyelte a Nyugat-Ukrajnai megyékkel fenntartott kapcsolatokat.

## Sikerei, díjai
Ukrán bajnokság
- Szovjet másodosztályú labdarúgó-bajnokság 1. ukrán zónája
  - 3. hely: 1964
- Szovjet kupa 1. ukrán zónája
  - döntős: 1961
  - elődöntős: 1963
  - negyeddöntős (2): 1957, 1964
- ’’Az év labdarúgója Ukrajnában’’ kitüntető cím
  - 6. hely: 1959
- ’’Az ukrán testnevelés és sport kiváló dolgozója’’ kitüntetés

Szovjet bajnokság
- Szovjet labdarúgó-bajnokság (első osztály)
  - 7. hely: 1959

## Ajánlott irodalom
- Fedák László. Kárpátalja a sporteredmények tükrében (53., 57., 117. és 137. oldal). Ungvár: Karpati (1994) (ukránul)
- Krajnyanica Péter. A kárpátaljai labdarúgás története (99., 105., 167. és 238. oldal). Ungvár: Karpati (2004) (ukránul)
- Mihalina László. Otthon minden kő megsegít... (98. oldal). Vác: Kucsák Könyvkötészet és Nyomda (2011)

## Fordítás
- Ez a szócikk részben vagy egészben  a(z)   Гаваші Андрій Андрійович című ukrán Wikipédia-szócikk ezen változatának fordításán alapul.  Az eredeti cikk szerkesztőit annak laptörténete sorolja fel. Ez a jelzés csupán a megfogalmazás eredetét és a szerzői jogokat jelzi, nem szolgál a cikkben szereplő információk forrásmegjelöléseként.